# 20180 Annakolény
20180 Annakolény (tên chỉ định: 1996 YG1) là một tiểu hành tinh vành đai chính. Nó được phát hiện bởi Adrián Galád và Alexander Pravda tại Đài thiên văn Modra ở Modra, Slovakia, ngày 27 tháng 12 năm 1996. Nó được đặt theo tên Anna Kolény, chủ sở hữu một căn nhà ở thị trấn Myjava, nơi từng là trụ sở của Hội đồng Quốc gia Slovakia vào năm 1848.